# Acalypha monococca
Acalypha monococca är en törelväxtart som först beskrevs av Georg George Engelmann och Asa Gray, och fick sitt nu gällande namn av Lill.W.Mill. och Kanchi Natarajan Gandhi. Acalypha monococca ingår i släktet akalyfor, och familjen törelväxter. Inga underarter finns listade i Catalogue of Life.